# Kedunglurah
Kedunglurah is een bestuurslaag in het regentschap Trenggalek van de provincie Oost-Java, Indonesië. Kedunglurah telt 4671 inwoners (volkstelling 2010).